# Seobu-dong, Yeongcheon
Seobu-dong (koreanska: 서부동) är en stadsdel i staden Yeongcheon i provinsen Norra Gyeongsang i den östra delen av Sydkorea, 250 km sydost om huvudstaden Seoul.